# Coenosia fallax
Coenosia fallax är en tvåvingeart som beskrevs av Stein 1913. Coenosia fallax ingår i släktet Coenosia och familjen husflugor.
Artens utbredningsområde är Etiopien. Inga underarter finns listade i Catalogue of Life.